# جذفميات
الجذفميات أو جذريات الفم أو ريزوستوم (الاسم العلمي: Rhizostomeae) هي رتبة من الحيوانات تتبع طبقة من طائفة الفنجانيات.

## التصنيف
- حاملات الأصابع
  - الجذفمية
    - الجذفم
    - الربلم

  - الكسيوبية

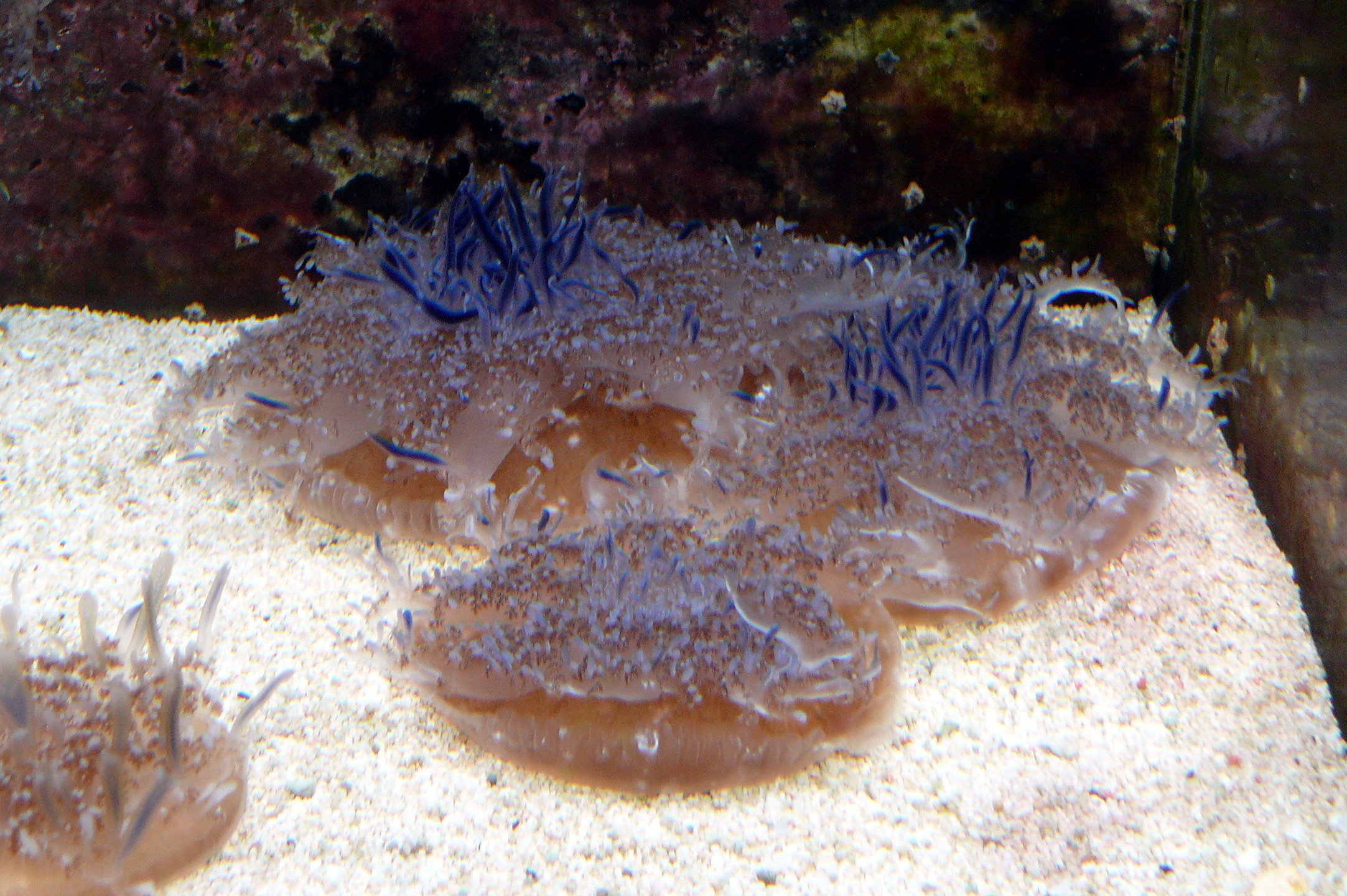
كسيوبيا أندروميدية, a كسيوبية (inverted jellyfish)
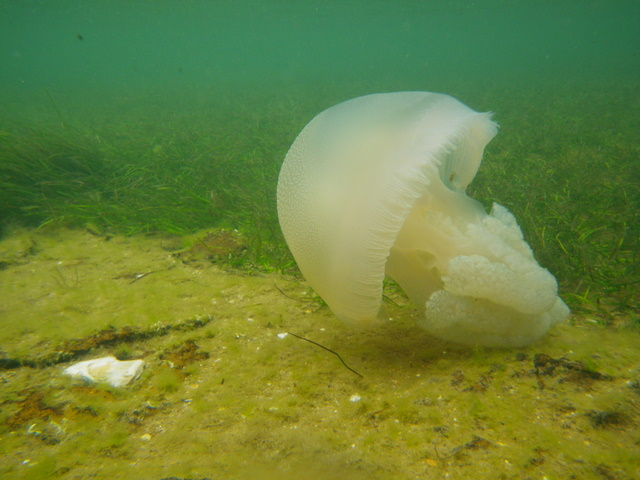
Catostylus mosaicus, a Catostylidae
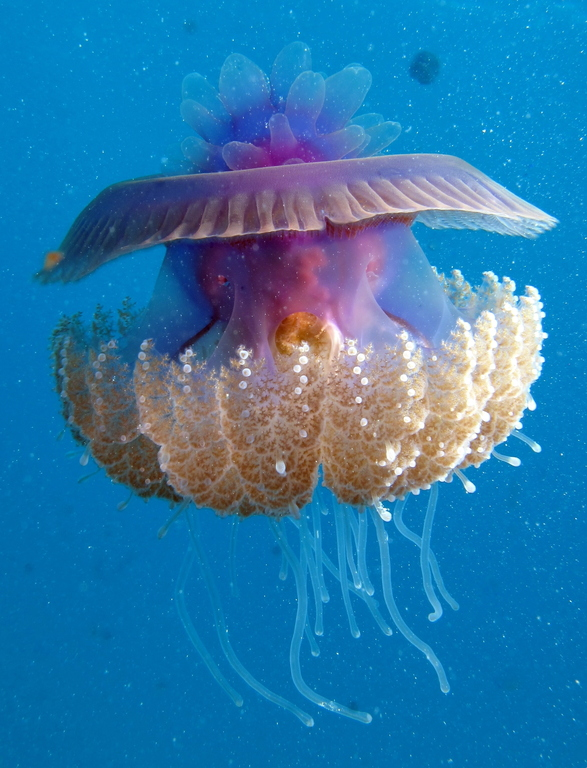
Cephea cephea, a Cepheidae
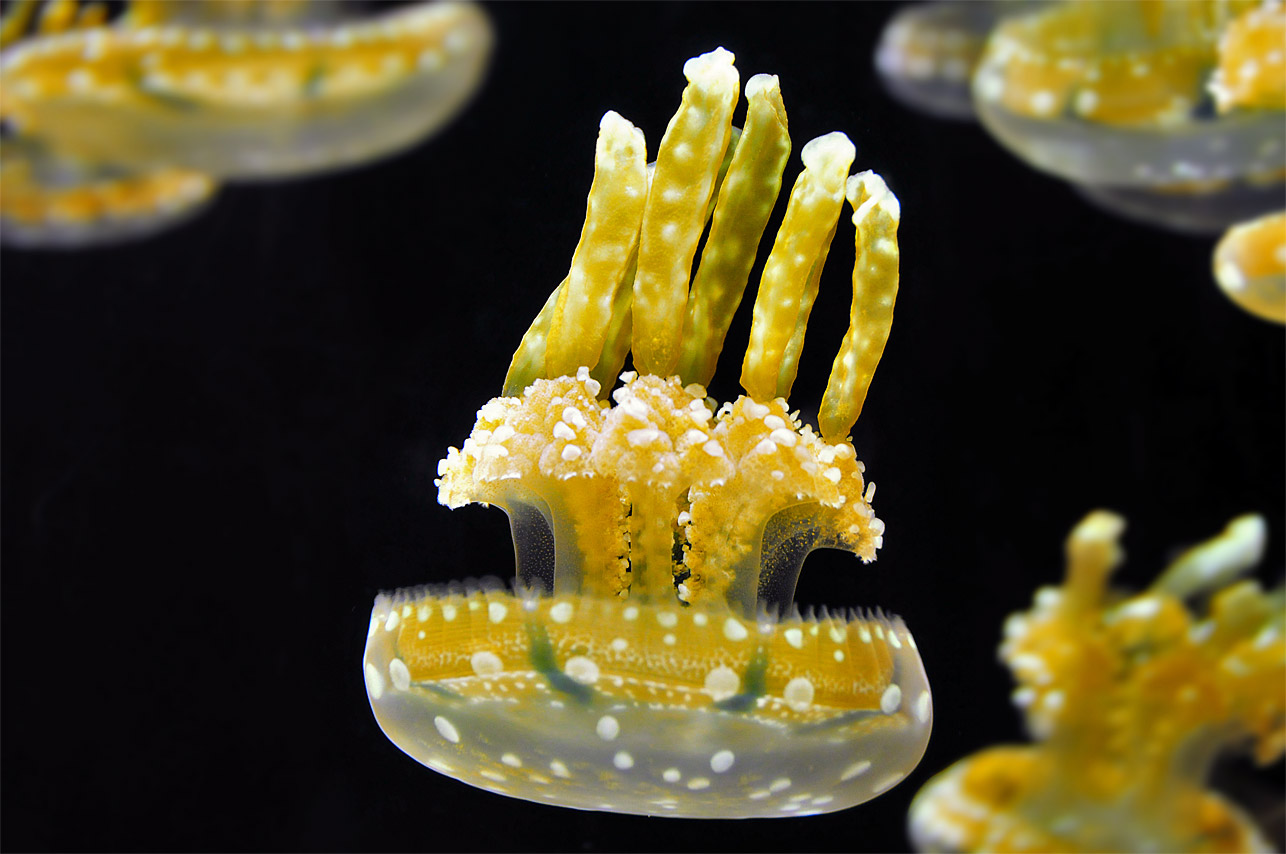
Mastigias papua, a Mastigiidae
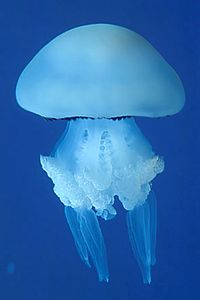
جذفم زخرفي, a جذفمية
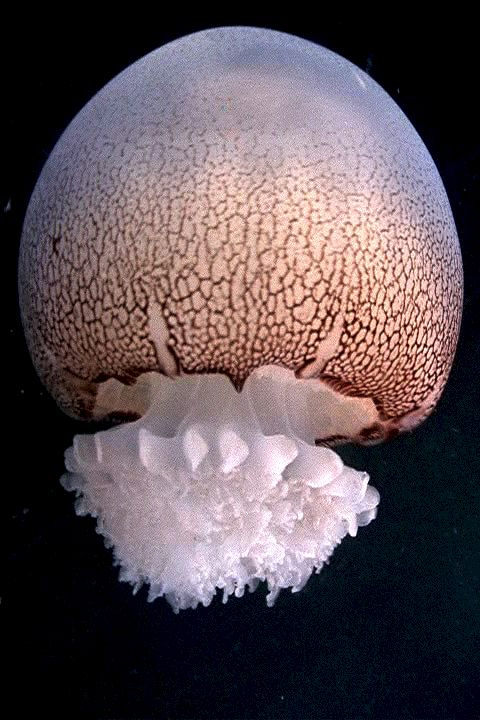
Stomolophus meleagris, a Stomolophidae